# Christian Brégou
Christian Brégou est un éditeur français né le 19 novembre 1941 à Neuilly-sur-Seine.

## Biographie
Fils d'un éditeur, Christian Brégou naît le 19 novembre 1941 à Neuilly-sur-Seine, dans la Seine.
Diplômé de l'École supérieure des sciences économiques et commerciales (ESSEC), il devient en 1971 directeur financier d'Havas, puis fonde en 1975 la Compagnie européenne de publication (CEP Communication), qui deviendra le principal rival d'Hachette et le 5e groupe d'édition mondial. À la fin des années 1980, il mise sur la « permanence du livre ».
Réputé discret, il est écarté de la CEP en septembre 1997 à l'initiative de Pierre Dauzier.